# Heptanoate d'éthyle
L'heptanoate d'éthyle a pour formule C9H18O2.
C'est l'ester éthylique de l'acide heptanoïque. À cause de son arôme rappelant le cognac, il est utilisé pour revigorer les brandy, le vin et l'alcool.
Il fait partie de la liste d'additifs dans les cigarettes. Il entre dans la composition  d'arôme alimentaire pour les notes alcoolisées, fruitées (pomme, ananas, fruits rouges), cacao.